# ألكسندر فانديغريفت
ألكسندر آرتشر فانديغريفت (13 مارس 1887-8 مايو 1973)، كان جنرالاً في سلاح مشاة البحرية الأمريكية. خلال الحرب العالمية الثانية، قاد الفرقة البحرية الأولى لتحقق النصر في أول هجوم بري لها خلال الحرب، خلال معركة غوادالكانال.